# 長沼守敬
長沼 守敬（ながぬま もりよし、1857年11月9日〈安政4年9月23日〉 - 1942年〈昭和17年〉7月18日）は、明治時代から大正時代に活躍した日本の彫刻家である。

## 経歴・人物

### 若年期
陸奥の一関（現在の岩手県一関市）に士族の家系を持つ子として生まれる。維新後の1875年（明治8年）に上京しイタリア公使館に勤務し、これにより1881年（明治14年）留学のためイタリアに渡った。ヴェネツィアに居住しヴェネツィア美術アカデミーでルイジ・フェラーリ及びアントニオ・ダル・ツォットから彫刻学を学んだ。後に同地の王立高等商業学校で日本語の教鞭を執った。1885年（明治19年）に優秀な成績を収めた事で卒業が認められ、1887年（明治21年）に帰国する。

### 彫刻家として
帰国後は明治美術会の創設に携わり、後に同会員となった。1890年（明治24年）に開催された第3回内国勧業博覧会においては審査員に抜擢される。1897年（明治31年）にヴェネツィア万博が開催されることにより再度イタリアに渡り、後にフランスでも工芸研究及び調査のため渡った。翌年帰国し東京美術学校（現在の東京藝術大学）で洋式の彫刻学の教鞭を執ったのと同時に同学科の初代教授となった。1899年（明治33年）に彫刻の制作に専念するために同学校を退職した。人物の胸像等日本における洋風で近代的な新しい彫刻を生み出し、多くの作品を制作した。後に長沼が制作した作品は数々の賞を受賞され、また展覧会に出品され、海外でも注目を浴びる等一躍有名となった。1907年（明治41年）には文展の審査員にも抜擢された。

### 晩年
その後も多くの彫刻を制作し続けたが、1914年（大正3年）に突然彫刻の道を退いた。同時期に千葉県の館山市に隠居する等、不遇の晩年を過ごした。墓所は雑司ヶ谷霊園。

## 受賞歴
- 金牌 - 1899年（明治33年）受賞。
- 妙技三等賞 - 1894年（明治28年）受賞。

## 主な作品

### 代表的な作品
- 『老夫』- この作品で1900年に開催されたパリ万国博覧会に出品され、金牌受賞。現在は教授を務めた東京藝術大学が所蔵している。
- 『伊太利亜皇帝像』- この作品で妙技三等賞受賞。

### その他の作品
- 『美人半身』- この作品で第1回内国勧業博覧会に出品。
- 『小女半身』- この作品で第2回内国勧業博覧会に出品。
- 『童子』- この作品で第1回内国勧業博覧会に出品。

※この他にも、岩倉具視や渋沢栄一、長谷川謹介、五代友厚、山尾庸三、毛利敬親、エルヴィン・フォン・ベルツ、エドワード・ダイヴァース等多くの著名な歴史人物の胸像も制作している。